# کوپا دل ری ۲۳–۲۰۲۲
کوپا دل ری ۲۳–۲۰۲۲، صد و بیست و یکمین دوره مسابقات کوپا دل ری (شامل دو فصلی که دو دوره رقیب برگزار شد)، قدیمی‌ترین رقابت رسمی فوتبال در اسپانیا بود. برندگان این رقابت‌ها به‌طور خودکار به مرحله گروهی لیگ اروپا ۲۴–۲۰۲۳ واجد شرایط می‌شدند. با این حال، از آنجایی که رئال مادرید قبلاً از طریق جدول رده‌بندی لیگ به مسابقات اروپایی راه یافته بود، جایگاه آنها به تیم هفتم لا لیگا منتقل شد. هر دو برنده و نایب قهرمان به سوپر جام اسپانیا ۲۴–۲۰۲۳ راه یافتند.
رئال بتیس مدافع عنوان قهرمانی بود و در فینال دوره پیشین والنسیا را در ضربات پنالتی شکست داد. آنها در مرحله یک‌هشتم نهایی توسط اوساسونا حذف شدند. رئال مادرید با شکست دادن ۲–۱ اوساسونا در فینال، قهرمان مسابقات برای بیستمین کوپا دل ری خود شد و برای نخستین بار از سال ۲۰۱۴.
مانند سراسر اسپانیا، زمان بازی تا ۳۰ اکتبر ۲۰۲۲ و از ۲۶ مارس ۲۰۲۳ CEST (یوتی‌سی ۲:۰۰+) است. زمان روزهای موقت ("زمستان") CET (یوتی‌سی ۱:۰۰+) است. در مسابقاتی که در جزایر قناری برگزار می‌شود، از WET استفاده می‌شود (یوتی‌سی ۰۰:۰۰±).

## تیم‌های راه‌یافته
تیم‌های زیر به مسابقات راه یافتند. تیم‌های ذخیره کنار گذاشته شدند.
| لا لیگا تمام ۲۰ تیم فصل ۲۲–۲۰۲۱ | سگوندا دیویسیون تمام ۲۱ تیم غیر-تیم‌دوم (تیم ذخیره) فصل ۲۲–۲۰۲۱ | پریمیرا دیویسیون RFEF پنج تیم برتر غیر-ذخیره (تیم‌دوم) هر گروه از فصل ۲۲–۲۰۲۱                                                                           | سگوندا دیویسیون RFEF پنج تیم برتر غیر-ذخیره از پنج گروه فصل ۲۲–۲۰۲۱ | ترسرا دیویسیون RFEF بهترین تیمهای غیر-ذخیره به علاوه هفت تیم از بهترین نایب‌قهرمانان غیر رزروی هر یک از هجده گروه فصل ۲۲–۲۰۲۱ | کوپا فدراسیون چهار تیم نیمه نهایی کوپا فدراسیون اسپانیا ۲۰۲۲ | لیگ‌های منطقه‌ای برترین تیم‌های صعود نکرده گروه‌های بیست‌گانه دسته ششم در فصل ۲۲–۲۰۲۱ دسته ششم |
| - آلاوس - اتلتیک بیلبائو - اتلتیکو مادرید - بارسلونا - رئال بتیس - کادیس - سلتاویگو - الچه - اسپانیول - ختافه - گرانادا - لوانته - مایورکا - اوساسونا - رایو وایکانو - رئال مادرید - رئال سوسیداد - سویا - والنسیا - ویارئال | - آلکورکون - آلمریا - آموربیتا - بورگوس - کارتاخنا - ایبار - فوئنلابرادا - ژیرونا - اوئسکا - ایبیزا - لاس پالماس - لگانس - لوگو - مالاگا - میراندس - پونفرادینا - اویدو - اسپورتینگ خیخون - تنریف - رئال وایادولید - رئال زاراگوسا | - آلباسته - آندوررا - اتلتیکو بالئاریس - دپورتیوو لاکرونیا - خیمناستیک تاراگونا - لینارس - ریسینگ فرول - راسینگ سانتاندر - رایو ماخاداهوندا - لوگرونیس | - آرناس - کاسرنیو - کوئتا - کوردوبا - کوریا - کوروسو - کریستو اتلتیکو - الدنسه - گرنیکا - هرکولس - ایبیزا ایسلاس پیتیوساس - اینتر سیتی - لا نوسیا - ییدا اسپورتیو - مریدا - مورسیا - نومانسیا - پنیا دپورتیوا - پونتودرا - ناوالکارنرو - رسینگ ریوخا - سن خوآن - سستائو ریور - تروئل - اونیون آداروه | - آلفارو - آلمازان - آرندو - اتلتیکو پاسو - اتلتیکو ساگونتینو - بیاسین - سیربونرو - دیوسسانو - خیمناستیک د تورلاوگا - گوادالاخارا - گئیخوئلو - خونتوود تورمولینوس - لاس روزاس - لئالتاد - ماناکور - مانرسا - اُلُت - اورنسه - کئینتانار دل ری - رکرئاتیوو - سوبیزا - اوتبو - اوتررا - ویمینور - یکلانو | - ن. م - ن. م - ن. م - ن. م                                  | - آلگار - اتلتیکو لوگونس - آوتول - بارباداس - کارداسار - کاسالگاس - سئوتا ۶ د خونیو - کوریا - دینامو سن خوان - استپونا - فوئنتس - لالکورا - ملیا - مویروسا - نوبلخاس - سانتا آمالیا - ن. م - ن. م - ن. م |

 نکته: ن. م = نامشخص